# یواس‌اس تورچوود (ای‌ان-۵۵)
یواس‌اس تورچوود (ای‌ان-۵۵) (به انگلیسی: USS Torchwood (AN-55)) یک کشتی بود که طول آن ۱۹۴ فوت ۶ اینچ (۵۹٫۲۸ متر) بود. این کشتی در سال ۱۹۴۴ ساخته شد.